# Jakrapatr Kaewpanpong
Jakrapatr Kaewpanpong (จักรภัทร แก้วพันธุ์พงษ์; nascido em 14 de fevereiro de 2005), conhecido pelo apelido de William (วิลเลี่ยม) é um ator, cantor, dançarino, pianista e violonista tailandês. Ele é conhecido como vocalista principal da banda de T-pop LYKN, junto com Rapeepong Supatineekitdecha (Lego), Chayatorn Trairattanapradit (Tui), Pichetpong Chiradatesakunvong (Hong) e Thanat Danjesda (Nut).

## Início da vida e educação
William nasceu em 14 de fevereiro de 2005 em Hat Yai, Tailândia. Ele tem ascendência tailandesa-americana. Ele estudou no Young Artist Music Program (YAMP), College of Music, Universidade Mahidol. Ele canta ativamente desde os 13 anos e começou a aprender a dançar quando participou do reality show de sobrevivência Project Alpha. Ele toca piano e violão. Ele também é faixa preta na modalidade Taekwondo. Ele tem um chihuahua de estimação chamado Chowon.

## Carreira
Em outubro de 2022, William foi confirmado como concorrente no reality show de sobrevivência tailandês da GMMTV Project Alpha. Em maio de 2023, ele estreou como membro do grupo LYKN após ficar em 1º lugar.
Em 2023, ele fez sua estreia como ator no curta-metragem do LYKN No Worries. William lançou seu primeiro single intitulado “Last Twilight” em de janeiro de 2024, como uma trilha sonora para o drama de mesmo nome. Em dezembro de 2024, ele estreou na série BL ThamePo Heart That Skips a Beat, junto com Supha Sangaworawong (Est) e os outros membros do LYKN.

## Discografia

### OST
| Ano  | Título da música                                  | Gravadora     |
| ---- | ------------------------------------------------- | ------------- |
| 2024 | "ภาพสุดท้าย (Last Twilight)" (OST de Last Twilight) | GMMTV Records |
| 2025 | "5CM" (OST de ThamePo Heart That Skips a Beat)    | GMMTV Records |

## Filmografia

### Cinema
| Ano  | Título     | Personagem | Notas                  |
| ---- | ---------- | ---------- | ---------------------- |
| 2023 | No Worries |            | Curta-metragem do LYKN |

### Séries de televisão
| Ano  | Título                          | Personagem | Notas           | Canal |
| ---- | ------------------------------- | ---------- | --------------- | ----- |
| 2024 | ThamePo Heart That Skips a Beat | Thame      | Papel principal | GMMTV |

### Programas de televisão
| Ano  | Título        | Personagem  | Notas                                      |
| ---- | ------------- | ----------- | ------------------------------------------ |
| 2023 | Project Alpha | Concorrente | King of Alpha; estreia como membro do LYKN |

## Prêmios e indicações
| Ano  | Associações      | Categoria                | Nomeações | Resultado |
| ---- | ---------------- | ------------------------ | --------- | --------- |
| 2024 | KAZZ Awards 2024 | Homem em Ascensão do Ano | —         | Indicado  |